# دانشگاه صنعتی شریف
دانشگاه صنعتی شریف که تا پیش از انقلاب ۱۳۵۷ با نام دانشگاه صنعتی آریامهر شناخته می‌شد، یک دانشگاه صنعتی دولتی در ایران است. دانشگاه صنعتی شریف در محلۀ طرشت تهران در نزدیکی میدان آزادی واقع شده و پردیسی نیز در جزیرۀ کیش واقع در خلیج فارس دارد.
این دانشگاه محل تحصیل تعداد قابل‌توجهی از بهترین دانشجویان ایرانی است. علاوه‌بر دارندگان مدال طلای دانش آموزی در المپیادهای ریاضی، فیزیک، شیمی، نجوم و کامپیوتر، هر ساله تقریباً ۱۰۰۰ نفر از برترین رتبه‌های کنکور رشته ریاضی-فیزیک جذب دانشگاه صنعتی شریف می‌شوند. این دانشگاه با لقب دانشگاه ام‌آی‌تی ایران خوانده می‌شود.
دانش‌آموختگان این دانشگاه سهم عظیمی از نخبگان اقتصادی، سیاسی و فرهنگی ایران را تشکیل می‌دهند. این مرکز علمی-تحقیقاتی در رتبه‌بندی دانشگاه‌های جهان توسط مؤسسه کیواس، رتبۀ ۳۸۰ و در بین دانشگاه‌هایی که در ۵۰ سال اخیر تأسیس شده‌اند، رتبه ۴۷ را کسب کرد. پس از انقلاب اسلامی، نام دانشگاه صنعتی آریامهر به احترام مجید شریف واقفی، یکی از رهبران سازمان مجاهدین خلق ایران، به دانشگاه صنعتی شریف تغییر کرد.
دانشگاه صنعتی شریف به عنوان نمونه و شاخص در زمینه ساخت ماهواره، رایانش با کارایی بالا، نانوفناوری، فناوری‌های تصفیه آب، طراحی و اجرای عمرانی و مکانیکی پروژه‌های نیروگاه‌های آبی، تجهیزات زیرساختی برق قدرت، تجهیزات مخابراتی، مواد زیستی پیشرفته، پروژه رصدخانه ملی، اینترنت اشیاء برای بهره‌وری انرژی، طراحی و ساخت اولین سکوی ملی هوش مصنوعی ایران، وجوه علمی در طراحی و اجرای ابرسازه‌های عمرانی در کشور، مهندسی پروژه برای مگاپروژه‌های ملی، طراحی موتورهای ملی (بنزینی، دیزلی و برقی)، پژوهش‌های میان رشته‌ای برای حکمرانی، میز لرزان برای مطالعات سازه و زلزله، رباتهای اجتماعی و رباتهای شناختی، افزایش بازدهی چاه‌های نفت، افتخارآفرینی در علوم ریاضی، فلسفه علم و فناوری، دانش پلاسما، دانش نجوم، فناوری هسته ای، پیش‌بینی قیمت نفت با هوش مصنوعی، سکوهای فضای مجازی کاربردی و دیگر زمینه‌های فنی و مهندسی، دارای دستاوردهای شناخته شده است. در رتبه بندی موضوعی دانشگاه ها توسط تایمز (اعلام شده در فوریه 2025)، دانشگاه صنعتی شریف در زمینه موضوعی علوم کامپیوتر (و همچنین مهندسی) در رتبه 151 تا 175 ام جهان قرار گرفت که بهترین رتبه کسب شده‏ در بین دانشگاه های ایران در فوریه 2025 در زمینه های موضوعی مختلف بود.

## تاریخ

### دانشگاه صنعتی آریامهر

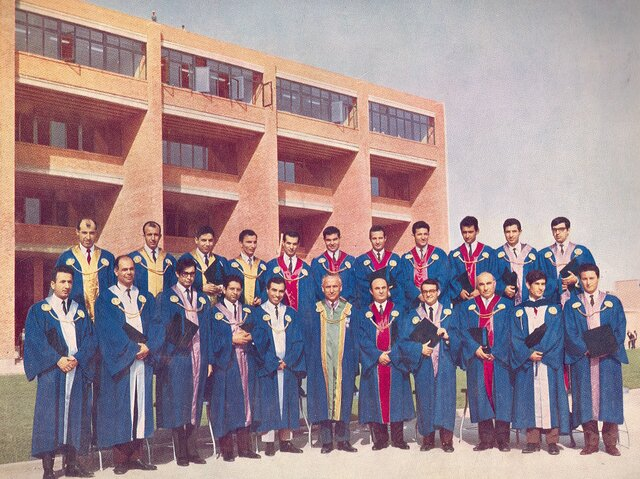
محمدعلی مجتهدی و دیگر اعضای هیئت علمی در سال‌های آغازین دانشگاه آریامهر

دانشگاه صنعتی آریامهر در ۱۰ آبان ۱۳۴۴ با هدف تربیت و تأمین بخشی از نیروهای متخصص موردنیاز ایران، در سطوح بالای علمی، به فرمان محمدرضا پهلوی و به‌دست محمدعلی مجتهدی تأسیس گردید. فرمان تأسیس دانشگاه حاوی دو مأموریت بود، نخست از دانشگاه خواست تا متخصصانی با آگاهی وسیع علمی و کاردانی و خبرگی فنی مورد نیاز صنایع سنگین ایران تربیت کند. هدف دوم می‌خواست تا دانشگاه یکی از موسسات پیشرو جهان از طریق تحقیق در زمینه‌های علمی و فنی شود. این نخستین بار بود که تحقیق علمی از طریق دستورالعمل دانشگاهی ایرانی ابلاغ می‌شد. این فرمان همچنین دانشگاه را ملزم می‌کرد تا کمتر از یک سال تا ۳۰ شهریور ۱۳۴۵، فعالیت خود را آغاز کند و اعلام کرد که شاه همانند سایر تصمیماتش باید ریاست اسمی دانشگاه را عهده‌دار خواهد بود. شاه آموزش عالی را در صدر برنامهٔ اصلاحی خود قرار داد. او تعداد بی‌سابقه‌ای دانشجو به آمریکا فرستاد و در شراکت با هاروارد، جرج‌تاون و کلمبیا دانشگاه‌های جدید تخصصی تأسیس کرد. با این همه، او ام‌آی‌تی را مدلی ضروری برای ایران سریعاً در حال صنعتی‌شدن قلمداد می‌کرد. او چند سال بعد و هنگام انتصاب حسین نصر (نخستین ایرانی دانش‌آموختهٔ ام‌آی‌تی) به مدیریت دانشگاه صنعتی آریامهر، توضیح داد که یک ام‌آی‌تی ایرانی می‌خواهد، نه هاروارد یا پرینستون ایرانی چراکه ایران به «آموزش از نوع حل مسئله» نیاز دارد.
در چنین وضعیتی، در سال ۱۳۴۳، محمدرضاشاه پهلوی، مجتهدی را احضار کرد و به او دو انتخاب داد: ۱- بنیان نهادن دانشگاهی جدید برای گسترش دانش و مهندسی در ایران همگام با نهادهای پیشروی جهان برای کمک به صنعتی‌کردن ایران، یا ۲- نظارت بر دانشجویان ایرانی در اروپا. مجتهدی گزینهٔ نخست را انتخاب کرد. مجتهدی چند سال پیش از مرگ، در مصاحبه‌ای متفاوت بیان کرد که وی این تصمیم را به خاطر اعتقاد به این که نمی‌خواست فرصت «ایجاد دانشگاهی که ایرانیان مستعد بتوانند آموزش ببینند، اعتماد به نفس و انضباط کسب کنند، شهروندان برجسته‌ای شوند که کشور را در آینده توسعه دهند» را از دست بدهد. او از موانع پیش رو برای ایجاد یک دانشگاه به‌خوبی آگاه بود. این موانع، در آن سال‌ها که وی مسئولیت دانشگاه را عهده‌دار بود، عبارت بودند از:
1. دفع بازرسی دولت و قوانین همراه که با وابستگی به بودجهٔ اندک دولت تشدید شده بود. قوانین حکومتی که با بودجهٔ اندک همراه بود به او اجازه نمی‌داد تا استادانی را که وی نیاز داشت، استخدام کند، حقوق مکفی به آن‌ها بپردازد، تجهیزات آموزشی و پژوهشی در زمانی که وی برنامه‌ریزی کرده بود را خریداری کند و درهای دانشگاه را پس از چند ماه برای نخستین گروه دانشجویان باز کند.
2. استخدام استادان شایسته از خارج که بتوانند بهترین کیفیت آموزش را همسو با بهترین نهادهای آموزشی جهان ارایه کنند.
3. ایجاد یک فرهنگ سازنده برای گسترش دانش و فناوری؛ به عبارت دیگر، محیط پژوهشی که زمینهٔ اکتشاف علمی و نوآوری فناورانه را در رقابت با فرهنگ‌های مشابه در موسسات پیشرو جهان به وجود آورد.
4. تجهیز دانشجویان با کتب درسی، منابع مرجع و دیگر منابع آموزشی که برای آموزش و پژوهش مطلوب ضروری‌اند.

این دانشگاه به همراه «دانشگاه صنعتی اصفهان» (که آن زمان با عنوان دانشگاه صنعتی آریامهر، واحد اصفهان تأسیس شد) مستقیماً بر اساس ساختار دانشگاه ام‌آی‌تی در آمریکا الگوبرداری گردیدند. معمار اصلی آن حسین امانت، طراح و معمار مشهور ایرانی بود.با استخدام حدود ۵۰ عضو هیئت علمی، در اولین دورهٔ پذیرش دانشجو در مهر ۱۳۴۵، حدود ۴۰۰ دانشجو در رشته‌های مهندسی برق، مهندسی مکانیک، مهندسی شیمی و مهندسی متالوژی پذیرفته شدند. سال بعد دانشکده‌های «فیزیک»، «علوم ریاضی» و «مدیریت صنعتی و اقتصاد مهندسی» ایجاد شدند. در سال ۱۳۴۸، دانشکده شیمی تأسیس شد و همچنین دانشکده مدیریت صنعتی و اقتصاد مهندسی در سطح کارشناسی دانشجو پذیرفت و به دانشکده مهندسی صنایع تغییر نام داد. در سال ۱۳۵۰ نیز دانشکده مهندسی عمران فعلی با نام دانشکده مهندسی سازه تأسیس شد.

## سرود دانشگاه صنعتی آریامهر
در سال ۱۳۵۰ برای دانشگاه صنعتی آریامهر یک سرود ساخته و به صورت صفحه گرامافون در تهران منشر شد. موسیقی این سرود را صدیقه شهنیا و شعر آن از ابوالحسن ونده ور است.

### دانشگاه صنعتی شریف
پس از انقلاب اسلامی ایران، مجموعهٔ دانشگاه صنعتی آریامهر اصفهان و تهران به دو دانشگاه صنعتی شریف تهران و دانشگاه صنعتی اصفهان تفکیک شدند. نام دانشگاه صنعتی تهران در همان ماه‌های نخستین پس از پیروزی انقلاب، طی یک نظرسنجی، به احترام مجید شریف واقفی که از فارغ التحصیلان دوره اول مهندسی برق این دانشگاه بود و پیش از انقلاب کشته شده بود، دانشگاه صنعتی شریف نام‌گذاری شد. در سال ۱۳۵۹، این دانشگاه در پی انقلاب فرهنگی بسته و پس از چندی با پاکسازی و اجازه ندادن به تحصیل بسیاری از دانشجویان به دلیل فعالیت‌های سیاسی آنها بازگشایی شد. یک مطالعه نشان داده‌است دست کم ۱۰۱ نفر از دانشجویان این دانشگاه از زمان تأسیس تا دهه ۱۳۶۰ در پیکارهای سیاسی کشته شده‌اند.
از جمله وقایع رخ داده در این دانشگاه تدفین کشته‌شدگان جنگ در آن و اعتراضات پس از آن در سال ۱۳۸۴ بود.
دانشمندان و دانشگاهیان برجسته بین‌المللی از این دانشگاه بازدید و در آن سخنرانی کرده‌اند که از آن جمله بازدید جوزف تیلور و توماس شلینگ در سال ۱۳۸۶، بازدید برتون ریشتر در خرداد ۱۳۸۷، رئیس انجمن دانشگاه‌های آمریکایی به همراه چند تن از رؤسای چند دانشگاه آمریکا از جمله دانشگاه‌های کُرنِل، کارنِگی مِلون، فلوریدا، مِریلند، رایس و کالیفرنیا دیویس در سال ۱۳۸۷، برنده نوبل فیزیک، کنستانتین نووسلوف و جایزه فیلدز ۲۰۱۰، سدریک ویلانی در سال ۱۳۹۴ اشاره کرد.
۱۲۵ نفر از استادان دانشگاه صنعتی شریف، طی بیانیه‌ای در روز ۵ خرداد ۱۳۸۸ در آستانهٔ انتخابات ریاست جمهوری آن سال، خواستار تبلور عقلانیت در مدیریت کشور و مشارکت فعال در انتخابات شدند و نسبت به وضعیت اقتصادی، اجتماعی و فرهنگی کشور انتقاداتی را ابراز کردند. این بیانیه توسط شماری از برجسته‌ترین استادان و مدیران این دانشگاه از جمله رؤسای دانشکده‌های برق، مکانیک، کامپیوتر، عمران، مهندسی شیمی و نفت و شیمی و همچنین استادان صاحب‌نامی چون یحیی تابش، جواد صالحی، محمدعلی نجفی، محمد اردشیر، حسام‌الدین ارفعی، فرهاد اردلان، مهدی بهادری‌نژاد، محمد قدسی، علی‌نقی مشایخی و حسین معصومی همدانی امضاء شد. این بیانیه بازتاب زیادی در مطبوعات منتقد دولت داشت.
برند دانشگاه صنعتی شریف در سال ۱۳۹۲ در دهمین جشنواره ملی قهرمانان صنعت ایران به عنوان یکی از ۱۰۰ برند برتر ایران شناخته شد.
۲۹ اردیبهشت ماه ۱۳۹۵، هم‌زمان با پنجاهمین سالگرد تأسیس دانشگاه صنعتی شریف، جشن ویژه‌ای در سالن بزرگ تربیت بدنی این دانشگاه برگزار شد. مراسم جداگانه‌ای در دانشکده‌ها و سایر مراکز این دانشگاه تدارک دیده شده بود. استادان و فارغ التحصیلان نامداری در این رویداد شرکت و سخنرانی کردند که از جملهٔ آن‌ها می‌توان از بهزاد رضوی، محمد شاهیده‌پور، محمدرضا کاظم‌پور مفرد، مونا جراحی، جواد صالحی، علی‌اکبر صالحی، عادل فردوسی‌پور، جمال‌الدین گلستانی و محمدرضا عارف نام برد.
در بهمن ۱۳۹۷ منصور غلامی، وزیر علوم و تحقیقات و فناوری ایران، از تحریم دانشگاه صنعتی شریف و دانشگاه شهید بهشتی از سوی کشورهای خارجی به دلیل فعالیت علمی در عرصه انرژی هسته‌ای خبر داد. به گفته او هر دانشگاه داخلی ایران که در زمینه فیزیک هسته‌ای فعالیت کرده یا مقالاتی را که نشان از یک دستاورد خوب علمی باشد چاپ کرده باشد، تحریم شده‌است.

### حمله به دانشگاه
در دهم مهر ۱۴۰۱ به عنوان بخشی از سرکوب خیزش ۱۴۰۱ ایران، مأموران امنیتی حکومت جمهوری اسلامی ایران همراه با شمار بسیاری از نیروهای موسوم به لباس شخصی به این دانشگاه حمله کرده و به دانشجویان این دانشگاه تیراندازی کرده و عده زیادی را دستگیر کردند؛ که از آن به عنوان ۱۸ تیر دوم یاد می‌شود.

## پردیس‌ها

### پردیس اصلی
پردیس اصلی دانشگاه در تهران قرار دارد. این پردیس در ضلع شمالی خیابان آزادی و در محلهٔ طرشت قرار گرفته‌است.

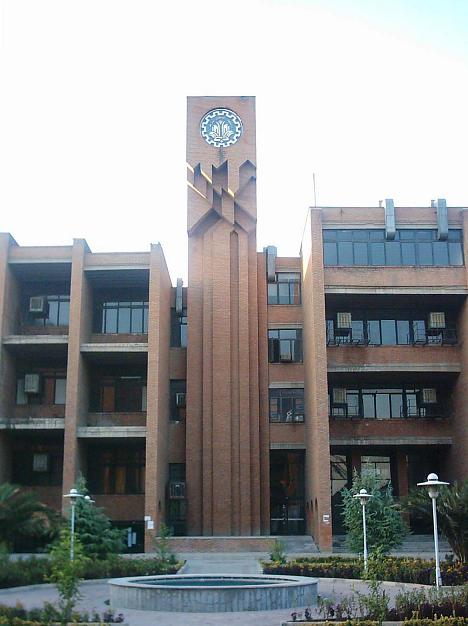
نمای جنوبی ساختمان ابن سینا ساختهٔ حسین امانت (سابقاً: ساختمان مجتهدی)

#### ساختمان‌ها
- ساختمان ابن سینا
- ساختمان اتحادیه دانشجویی (شهید رضایی)
- ساختمان ابوریحان بیرونی
- کتابخانهٔ مرکزی
- مجتمع خدمات فناوری شریف
- مسجد
- تعاونی
- سلف سرویس
- تربیت بدنی (سالن استاد جباری)
- مرکز معارف اسلامی + دفتر نهاد مقام رهبری
- مرکز کارآفرینی
- تالارها

### پردیس بین‌الملل
پردیس بین‌الملل دانشگاه صنعتی شریف در جزیرهٔ کیش دانشجو می‌پذیرد. این واحد دانشگاهی در حال حاضر در سه مقطع کارشناسی و کارشناسی ارشد و دکتری رشته‌های فنی و مهندسی و همچنین کارشناسی ارشد مدیریت اقدام به پذیرش دانشجو می‌نماید. این پردیس در سال ۱۳۸۴ فعالیت خود را در ضلع شمال غربی میدان امیرکبیر کیش آغاز کرد. مدرسه کسب و کار پردیس بین‌الملل کیش دانشگاه شریف برگزارکننده دوره‌های یکساله نیمه حضوری DBA و دوره مجازی DBA و همچنین دوره نیمه حضوری MBA و دوره مجازی MBA می‌باشد.

#### ساختمان‌ها
- ساختمان اصلی
- ساختمان دانشکده علوم و مهندسی
- ساختمان آزمایشگاه‌ها و کارگاه‌ها
- مرکز آموزش‌های آزاد

### دانشکده‌ها

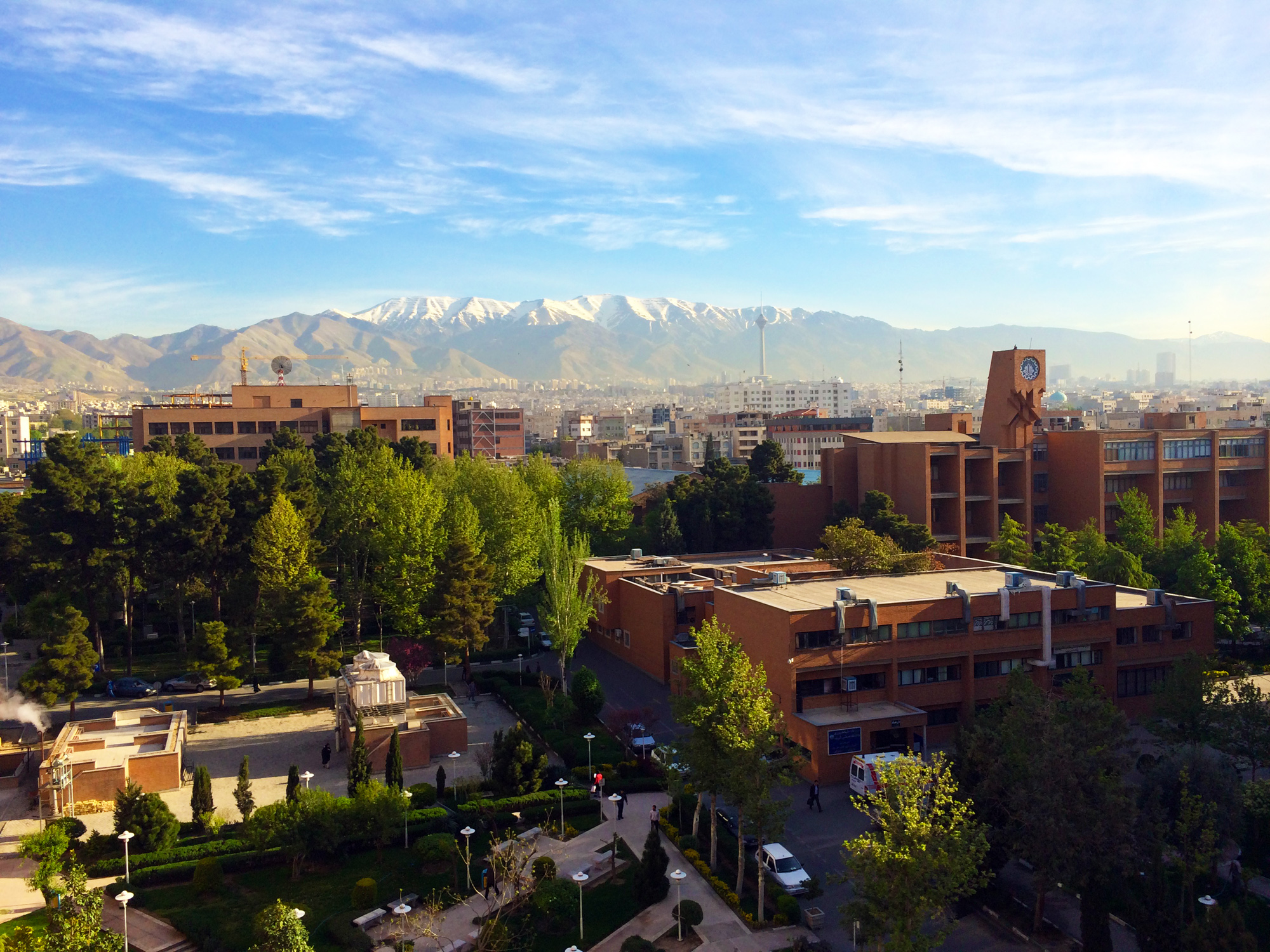
نمایی از دانشگاه

در بخش زیر دانشکده‌های دانشگاه به ترتیب تاریخ تأسیس ذکر شده‌اند:
- ۱۳۴۵ دانشکدۀ مهندسی برق
- ۱۳۴۵ دانشکدۀ مهندسی شیمی و نفت[الف]
- ۱۳۴۵ دانشکدۀ مهندسی و علم مواد
- ۱۳۴۵ دانشکدۀ مهندسی مکانیک
- ۱۳۴۶ دانشکدۀ مهندسی علوم
- ۱۳۴۶ دانشکدۀ فیزیک
- ۱۳۴۶ دانشکدۀ علوم ریاضی[ب]
- ۱۳۴۷ دانشکدۀ شیمی
- ۱۳۴۷ دانشکدۀ مهندسی صنایع
- ۱۳۵۰ دانشکدۀ مهندسی عمران
- ۱۳۶۴ دانشکدۀ مهندسی کامپیوتر
- ۱۳۷۴ دانشکدۀ فلسفه علم
- ۱۳۷۸ دانشکدۀ مهندسی هوافضا
- ۱۳۷۸ دانشکدۀ مدیریت و اقتصاد
- ۱۳۸۵ دانشکدۀ مهندسی انرژی

## مراکز آموزشی
- گروه فلسفه علم
- مرکز زبان‌ها و زبان‌شناسی
- پژوهشکده علوم و فناوری نانو
- تربیت بدنی
- کارگاه‌های آموزشی
- مرکز گرافیک
- مرکز معارف و علوم اسلامی

### پژوهش

#### مرکز خدمات آزمایشگاهی (آزمایشگاه مرکزی)
این مرکز برای ارائه خدمات آزمایشگاهی پیشرفته و متمرکز، هم به دانشجویان و استادان دانشگاه و هم دیگر پژوهشگران کشور راه اندازی شده‌است. این مرکز به مجموعه‌های میکروسکوپی، مشخصه‌یابی و آنالیز مجهز است.

#### مجتمع فناوری شریف
این مجتمع در ساختار دانشگاه زیر مجموعه ارتباط با صنعت که خود نیز زیر مجموعه معاونت پژوهشی می‌باشد، است. عملکرد مجتمع فناوری به اینگونه است که، یک یا چند استاد دانشگاه شریف، در ارتباط با صنعت برندی را ثبت می‌کنند و دفتری را در این مجتمع افتتاح می‌کنند. پس از شروع به کار پروژه‌های پژوهشی را از صنعت و شرکت‌ها ذر قالب قرارداد رسمی با دانشگاه بر عهده می‌گیرند. این قراردادها توسط استاد و دانشجویان که مرتبط به رشته خود است انجام می‌شود.

### کتابخانه
کتابخانه دانشگاه صنعتی شریف شامل کتابخانه مرکزی و ۱۰ کتابخانه اقماری و تخصصی می‌باشد که هم‌زمان با تأسیس دانشگاه در سال ۱۳۴۴ کار خود را شروع کرد. کتابخانه مرکزی در ساختمان ۵ طبقه دکتر مجتهدی واقع می‌باشد. کتابخانه‌های اقماری که کتابخانه شعب نیز نامیده می‌شوند شامل کتابخانه‌های زیر می‌باشند:
- کتابخانه مهندسی شیمی و نفت
- کتابخانه مهندسی و علم مواد
- کتابخانه گروه فلسفه علم
- کتابخانه مهندسی هوافضا
- کتابخانه ریاضی و صنایع
- کتابخانه بیوشیمی
- کتابخانه مدیریت
- کتابخانه فیزیک
- کتابخانه عمران
- کتابخانه برق

طبق گزارش سالانه کتابخانه مرکزی، در سال ۱۳۸۹ در کتابخانه مرکزی و شعب بیش از ۲۵۱۰۰ عنوان کتاب فارسی و بیش از ۷۷۷۰۰ عنوان کتاب لاتین
چاپی وجود دارد. پایان‌نامه‌های فارسی و لاتین به تعداد بیش از ۱۱۳۰۰ عنوان، آرشیو نشریات لاتین و فارسی چاپی با بیش از ۲۲۰۰ عنوان به علاوه نشریات الکترونیکی که به بیش از ۱۰۰۰۰ عنوان می‌رسد و نیز منابع دیداری و شنیداری با بیش از ۱۰۰۰۰ عنوان منابع آفلاین سایر فقره‌های اطلاعاتی کتابخانه را تشکیل می‌دهد.

### نشریات دانشگاه
در دانشگاه صنعتی شریف، نشریات دانشجویی متعددی منتشر می‌شود:
- نشریه ژرفا: اولین نشریه میان رشته‌ای ایران (فیزیک -فلسفه -ریاضی)
- شیمی شریف: نشریه دانشجویان دانشکده شیمی بود که در دهه ۱۳۷۰ منتشر می‌شد.
- مجله نامه مکانیک شریف: فصلنامهٔ تخصصی-کاربردی در زمینهٔ مهندسی مکانیک
- خَمِش (خبرنامهٔ مکانیک شریف): مجلهٔ داخلی دانشکدهٔ مهندسی مکانیک دانشگاه شریف
- مجله صنایع شریف: از سال ۱۳۷۰ به صورت فصل‌نامه یا دوفصل‌نامه منتشر می‌شود.
- تکانه: نشریه علمی دانشجویان فیزیک دانشگاه صنعتی شریف (تکانه) از قدیمی‌ترین نشریات دانشگاه است که معمولاً به صورت فصل‌نامه یا دوفصل‌نامه از سال ۱۳۸۰ تاکنون منتشر می‌شود.
- روزنامه شریف: نشریه روزنامه شریف یکی از قدیمی‌ترین این نوع نشریات است که در سال ۱۳۷۹ و توسط علی قنواتی تأسیس شد. این نشریه در سال ۸۹ توقیف شد ولی دوباره از مهر ۹۱ و بعد از دو سال وقفه به کار خود ادامه می‌دهد.
- نشریه تخصصی فرایند: متعلق به دانشکده مهندسی شیمی
- دو هفته‌نامه «داد»
- کاکتوس: نشریه کانون فرهنگی و مذهبی آیین روشن در دانشکده مهندسی شیمی و نفت
- نشریه تخصصی «رویان» و رویان دانشکده‌ها

## رتبه‌بندی‌های بین‌المللی
جدول زیر بر اساس رتبه‌بندی تایمز تهیه شده‌است:
| سال       | رتبه    |
| --------- | ------- |
| ۱۳۹۸–۱۳۹۹ | ۲۰۰–۲۵۰ |
| ۱۳۹۳–۱۳۹۴ | ۳۰۱–۳۵۰ |
| ۱۳۹۲–۱۳۹۳ | ۲۵۱–۲۷۵ |
| ۱۳۹۱–۱۳۹۲ | ۳۰۱–۳۵۰ |
| ۱۳۹۰–۱۳۹۱ | ۳۰۱–۳۵۰ |

## مسابقات دانشگاه

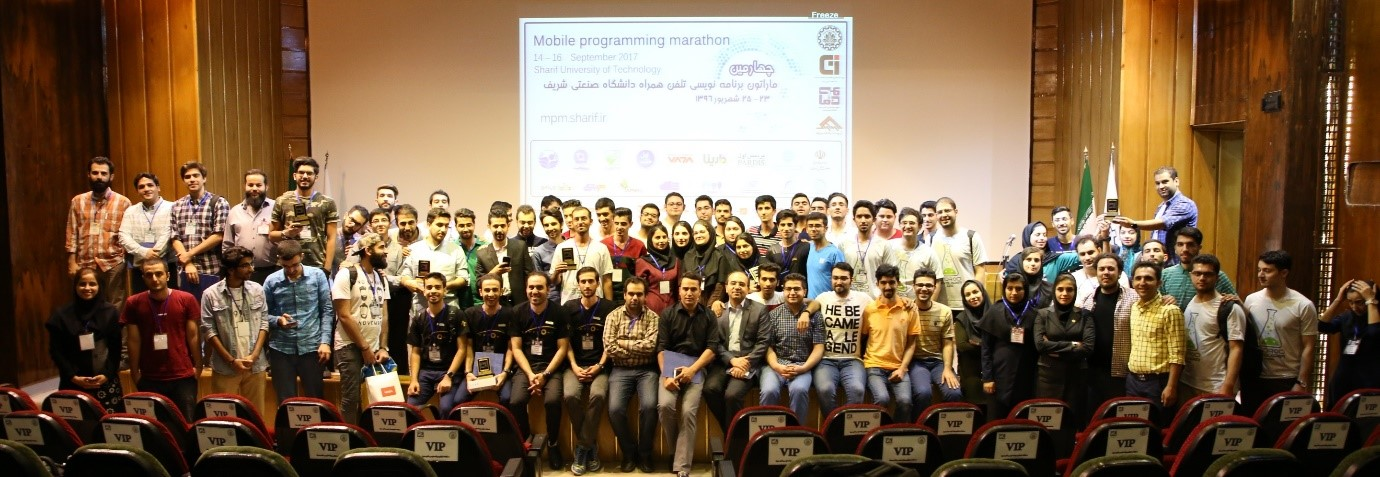
اختتامیه چهارمین ماراتون برنامه‌نویسی تلفن همراه دانشگاه صنعتی شریف ۲۳ الی ۲۵ شهریور ماه ۱۳۹۶

- دبیرستان دانشگاه صنعتی شریف مسابقات امنیت فضای مجازی دانش آموزی را برگزار می‌کند. اطلاعات بیشتر
- دانشکدهٔ مهندسی کامپیوتر مسابقات ای‌سی‌ام دانش آموزی را برگزار می‌کند.
- دانشگاه صنعتی شریف با همکاری شرکت آریا راد شریف، ماراتون برنامه‌نویسی تلفن همراه در سطح کشور برگزار می‌کنند.اطلاعات بیشتر

## استادان و دانش‌آموختگان
از زمان تأسیس تا سال ۱۳۵۷ محمدرضا شاه پهلوی تولیت این دانشگاه را بر عهده داشت و اداره امور آن بر عهده نواب تولیه بود.

### نواب تولیه عظمی از آغاز تا سال ۱۳۵۷
| نایب التولیه عظمی     | دوره مسئولیت | محل اخذ دکترا                  | پست اصلی                          | رشته                 |
| --------------------- | ------------ | ------------------------------ | --------------------------------- | -------------------- |
| محمدعلی مجتهدی گیلانی | ۱۳۴۵ – ۱۳۴۴  | دانشگاه لیل                    | استاد دانشکدگان فنی دانشگاه تهران | مهندسی مکانیک        |
| فضل‌الله رضا           | ۱۳۴۷ – ۱۳۴۶  | دانشگاه کلمبیا                 | استاد دانشگاه تهران               | تئوری شبکه و اطلاعات |
| محمدرضا امین          | ۱۳۵۱ – ۱۳۴۷  | دانشگاه کالیفرنیا، برکلی       |                                   | فیزیک                |
| سید حسین نصر          | ۱۳۵۱ – ۱۳۵۴  | دانشگاه هاروارد                | استاد دانشگاه تهران               | تاریخ علم            |
| مهدی ضرغامی           | ۱۳۵۴ – ۱۳۵۶  | دانشگاه ایلینوی                |                                   | مهندسی ساختمان       |
| علیرضا مهران          | ۱۳۵۷ – ۱۳۵۶  | دانشگاه ژنو                    |                                   | بیوفیزیک             |
| حسینعلی انواری        | ۱۳۵۷ – ۱۳۵۸  | انستیتو ملی علوم کاربردی تولوز |                                   | مهندسی برق           |

### رؤسای دانشگاه از سال ۱۳۵۷ تاکنون

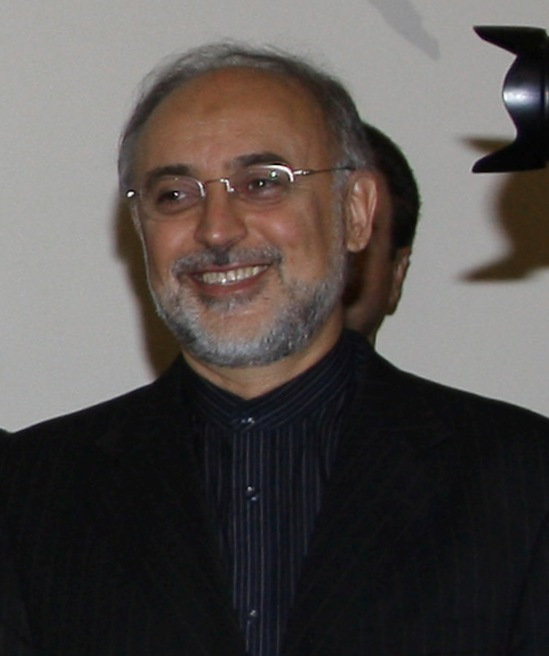
علی اکبر صالحی رئیس سابق سازمان انرژی اتمی ایران، استاد دانشکدۀ مهندسی انرژی؛ رئیس سابق دانشگاه صنعتی شریف برای دو دوره

| رئیس                    | دوره مسئولیت          | محل اخذ دکترا              | رشته            |
| ----------------------- | --------------------- | -------------------------- | --------------- |
| علی‌محمد رنجبر           | ۱۳۵۸ – ۱۳۵۹           | امپریال کالج لندن          | مهندسی برق      |
| عباس انواری             | ۱۳۵۹ – ۱۳۶۱           | دانشگاه صنعتی چالمرز       | فیزیک           |
| علی اکبر صالحی          | آذر ۱۳۶۱ – دی ۱۳۶۳    | ام آی تی                   | مهندسی هسته‌ای   |
| عباس انواری             | ۱۳۶۳ – ۱۳۶۸           | دانشگاه صنعتی چالمرز       | فیزیک           |
| علی اکبر صالحی          | دی ۱۳۶۸ – شهریور ۱۳۷۲ | ام آی تی                   | مهندسی هسته‌ای   |
| محمد اعتمادی            | ۱۳۷۲ – ۱۳۷۴           | دانشگاه کالیفرنیا لس آنجلس | مهندسی برق      |
| سید خطیب‌الاسلام صدرنژاد | ۱۳۷۴ – ۱۳۷۶           | ام آی تی                   | مهندسی متالورژی |
| سعید سهراب‌پور           | ۱۳۷۶ – ۱۳۸۹           | دانشگاه کالیفرنیا، برکلی   | مهندسی مکانیک   |
| رضا روستاآزاد           | ۱۳۸۹ – ۱۳۹۳           | دانشگاه واترلو             | مهندسی شیمی     |
| محمود فتوحی فیروزآباد   | ۱۳۹۳ – ۱۴۰۰           | دانشگاه ساسکاچوان          | مهندسی برق      |
| رسول جلیلی              | ۱۴۰۰ – ۱۴۰۲           | دانشگاه سیدنی              | مهندسی کامپیوتر |
| سید عباس موسوی          | ۱۴۰۲ – اکنون          | دانشگاه صنعتی شریف         | مهندسی شیمی     |

### دانش آموختگان سرشناس

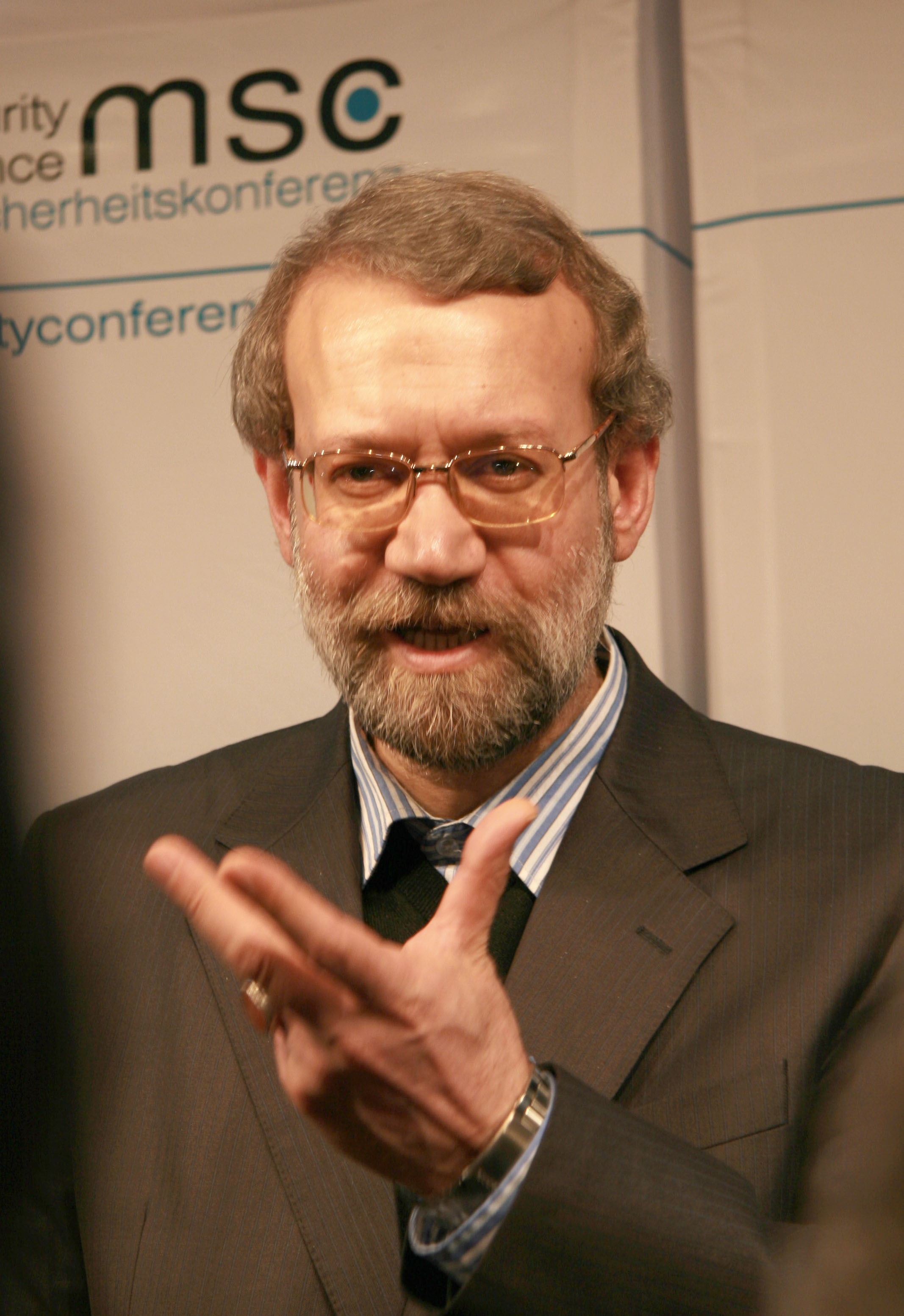
علی لاریجانی، رئیس سابق مجلس شورای اسلامی، دانش‌آموختۀ ریاضی

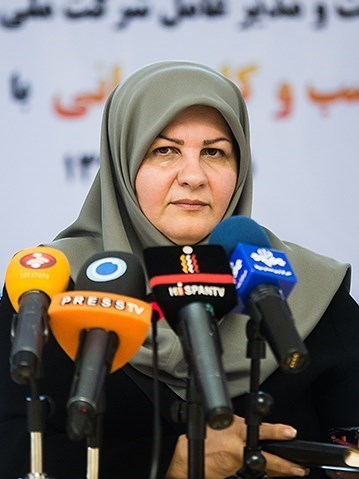
مرضیه شاهدایی، مدیر عامل سابق شرکت ملی صنایع پتروشیمی ایران، دانش‌آموختۀ مهندسی شیمی

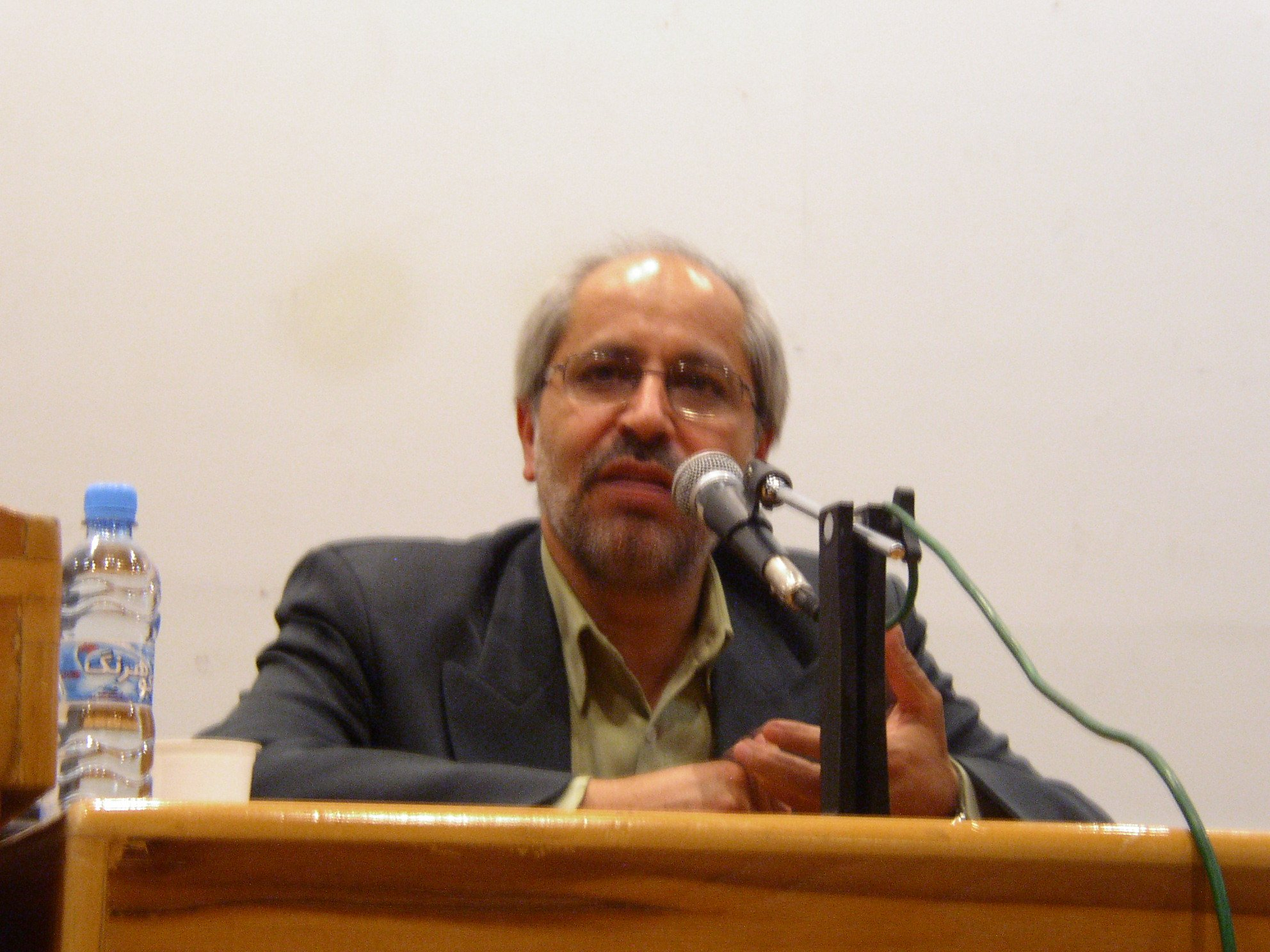
مسعود نیلی، مشاور اقتصادی رئیس‌جمهور سابق، استاد اقتصاد و دانش‌آموختۀ مهندسی عمران

دانشگاه صنعتی شریف به خاطر پیوستن شمار زیادی از دانش‌آموختگانش به دنیای آکادمیک شناخته شده‌است. برای نمونه، مریم میرزاخانی، استاد فقید دانشکده ریاضی دانشگاه استنفورد و نخستین زن برندهٔ مدال فیلدز از آن جمله‌اند.
شماری از دانش آموختگان در صنعت فعال بوده‌اند. اکبر ترکان وزیر سابق راه و ترابری، منوچهر منطقی، مدیرعامل سابق ایران خودرو، احمد قلعه بانی، مدیرعامل سابق سایپا، و مهدی میرمعزی مدیرعامل سابق شرکت ملی نفت ایران از آن جمله‌اند.
بسیاری از دانش آموختگان دانشگاه وارد سیاست شده‌اند، از جمله محمدعلی نجفی شهردار سابق تهران، اسحاق جهانگیری، معاون اول رئیس‌جمهور سابق، محمد عطریانفر، رئیس سابق شورای شهر تهران مرتضی الویری، شهردار سابق تهران، علی لاریجانی، رئیس سابق مجلس شورای اسلامی و مدیرعامل سابق سازمان صدا و سیمای جمهوری اسلامی ایران و محسن سازگارا، فعال سیاسی و مقام سابق دولتی. رضا اردکانیان وزیر سابق نیروی ایران و سورنا ستاری معاون سابق علمی و فناوری رئیس‌جمهور و رئیس سابق بنیاد ملی نخبگان نیز فارغ‌التحصیل و عضو هیئت علمی این دانشگاه هستند.
برخی از اعضای اپوزیسیون ایران نیز فارغ‌التحصیل دانشگاه صنعتی شریف هستند از جمله فؤاد مصطفی سلطانی، رهبر سابق کومله و مریم رجوی، رهبر وقت سازمان مجاهدین خلق ایران.
شماری از فارغ التحصیلان دانشگاه صنعتی شریف فعالیت خود را در ورزش حرفه‌ای پی گرفته‌اند، از آن جمله علی دایی، سرمربی سابق تیم ملی فوتبال ایران. عادل فردوسی‌پور، گزارشگر فوتبال، محمد فارسی، عضو سابق تیم ملی کشتی ایران و الشن مرادی استاد بزرگ شطرنج و محمدعلی رستگار، رئیس سابق فدراسیون جودو نیز از دانش آموختگان دانشگاه هستند.
دیگر چهره‌های فارغ‌التحصیل شریف شامل پیمان یزدانیان، آهنگساز و محمدجواد لاریجانی، رئیس پژوهشگاه دانش‌های بنیادی هستند.
کوهیار گودرزی بلاگر سابق نیز از دانشجویان این دانشگاه بود. امید کوکبی، از دانش آموختگان فیزیک، که محقق پسادکتری دانشگاه تگزاس در آستین بود، پس از ورود به ایران دستگیر و مدتی زندانی شد. حمید بابایی زندانی سیاسی دانش‌آموخته این دانشگاه بوده‌است.
شماری از دانشمندان هسته‌ای ترور شده ایران، از جمله فارغ التحصیلان این دانشگاه هستند: مسعود علی‌محمدی و مصطفی احمدی روشن.

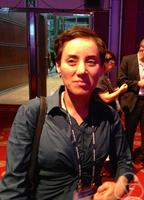
مریم میرزاخانی

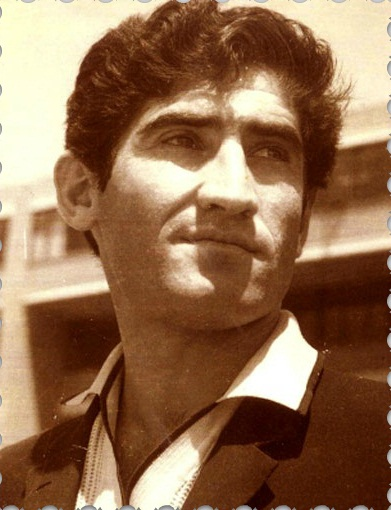
فؤاد مصطفی سلطانی

علاوه بر موارد فوق، چهره‌های شاخصی هم هستند که تحصیل خود در این دانشگاه را به دلایل مختلف ناتمام رها کرده‌اند. از جمله این افراد می‌توان به فردین خلعتبری و نادیا مفتونی اشاره کرد.